# Terny-Krater
Koordinaten: 48° 8′ 0″ N, 33° 31′ 0″ O
Der Terny-Krater (auch Ternovka; ukrainisch Тернівський кратер/Terniwskyj krater) ist ein verschütteter Einschlagkrater in der Ukraine.
Er liegt im Westen der Oblast Dnipropetrowsk im Norden des Stadtgebietes von Krywyj Rih. Der Durchmesser des Kraters beträgt 11 km. Der Impakt fand während des Perms vor etwa 280 ± 10 Millionen Jahren statt.
Benannt ist der Krater nach der ehemaligen Ortschaft Terny (Терни) und heutigen Stadtrajon Terny der Stadt Krywyj Rih.